# Yon Hyong-muk
 (mars 2019).
Si vous disposez d'ouvrages ou d'articles de référence ou si vous connaissez des sites web de qualité traitant du thème abordé ici, merci de compléter l'article en donnant les références utiles à sa vérifiabilité et en les liant à la section « Notes et références ».
Dans ce nom coréen, le nom de famille, Yon, précède le nom personnel.
Yon Hyong-muk ou Yong Hyong-muk (né le 3 novembre 1931 et mort le 23 octobre 2005), est un homme d'État nord-coréen. Il a été Premier ministre de la Corée du Nord du 12 décembre 1988 au 11 décembre 1992.